# Okręg wyborczy Dublin University
Okręg wyborczy Dublin University powstał w 1801 r. i wysyłał do brytyjskiej Izby Gmin jednego deputowanego. W 1832 r. liczbę mandatów przypadających na okręg zwiększono do dwóch. Prawo do głosu w tym okręgu mieli absolwenci Trinity College w Dublinie. Okręg został zlikwidowany w 1922 r.

## Deputowani do brytyjskiej Izby Gmin z okręgu Dublin University

### Deputowani w latach 1801-1832
- 1801–1807: George Knox, torysi
- 1807–1812: John Leslie Foster, torysi
- 1812–1827: William Plunket, wigowie
- 1827–1830: John Wilson Croker, torysi
- 1830–1832: Thomas Langlois Lefroy, torysi

### Deputowani w latach 1832-1922
- 1832–1842: Thomas Langlois Lefroy, Partia Konserwatywna
- 1832–1848: Frederick Shaw, Partia Konserwatywna
- 1842–1843: Joseph Devonsher Jackson, Partia Konserwatywna
- 1843–1859: George Alexander Hamilton, Partia Konserwatywna
- 1848–1858: Joseph Napier, Partia Konserwatywna
- 1858–1870: Anthony Lefroy, Partia Konserwatywna
- 1859–1866: James Whiteside, Partia Konserwatywna
- 1866–1867: John Edward Walsh, Partia Konserwatywna
- 1867–1867: Hedges Eyre Chatterton, Partia Konserwatywna
- 1867–1868: Robert Warren, Partia Konserwatywna
- 1868–1875: John Thomas Ball, Partia Konserwatywna
- 1870–1895: David Plunket, Partia Konserwatywna
- 1875–1885: Edward Gibson, Partia Konserwatywna
- 1885–1887: Hugh Holmes, Partia Konserwatywna
- 1887–1892: Dodgson Hamilton Madden, Irlandzka Partia Unionistyczna
- 1892–1918: Edward Carson, Irlandzka Partia Unionistyczna
- 1895–1903: William Edward Hartpole Lecky, Partia Liberalno-Unionistyczna
- 1903–1917: James Campbell, Irlandzka Partia Unionistyczna
- 1917–1919: Arthur Warren Samuels, Irlandzka Partia Unionistyczna
- 1918–1922: Robert Henry Woods, niezależni unioniści
- 1919–1922: William Morgan Jellett, Irlandzka Partia Unionistyczna